# Drugi rząd José Luisa Rodrígueza Zapatero

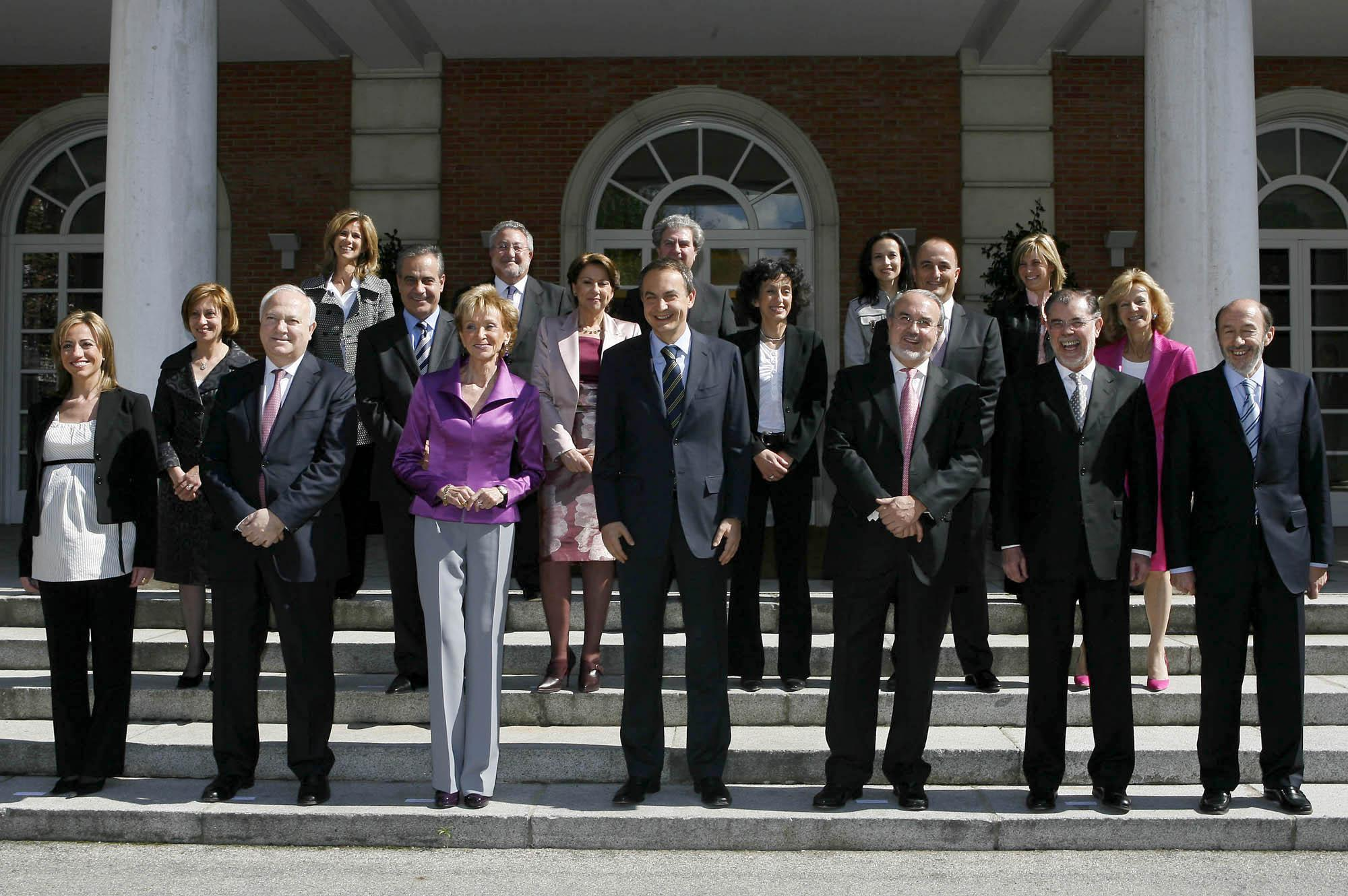
Ministrowie rządu José Luisa Rodrígueza Zapatero

Drugi rząd José Luisa Rodrígueza Zapatero – rząd Królestwa Hiszpanii funkcjonujący od 14 kwietnia 2008 do 21 grudnia 2011.
Gabinet powstał po wyborach w 2008, które ponownie wygrała Hiszpańska Socjalistyczna Partia Robotnicza (PSOE), uzyskując 169 mandatów w 350-osobowym Kongresie Deputowanych. 11 kwietnia 2008 w drugim głosowaniu, w którym wymagane było uzyskanie zwykłej większości głosów, lider PSOE José Luis Rodríguez Zapatero został ponownie powołany na premiera. Za zagłosowali posłowie socjalistyczni, a jego wybór umożliwiony został wstrzymaniem się od głosu przez 23 deputowanych z ugrupowań regionalnych (w tym baskijskich i katalońskich). Kryzys finansowy doprowadził w 2011 do rozpisania przedterminowych wyborów, w których zwycięstwo odniosła centroprawicowa Partia Ludowa. 21 grudnia 2011 gabinet został zastąpiony przez rząd Mariano Rajoya.

## Skład rządu
- Premier: José Luis Rodríguez Zapatero
- Pierwszy wicepremier: María Teresa Fernández de la Vega (do października 2010), Alfredo Pérez Rubalcaba (od października 2010 do lipca 2011), Elena Salgado (od lipca 2011)
- Drugi wicepremier: Pedro Solbes (do kwietnia 2009), Elena Salgado (od kwietnia 2009 do lipca 2011), Manuel Chaves González (od lipca 2011)
- Trzeci wicepremier: Manuel Chaves González (od kwietnia 2009 do lipca 2011)
- Minister ds. prezydencji: María Teresa Fernández de la Vega (do października 2010), Ramón Jáuregui (od października 2010)
- Rzecznik prasowy rządu: María Teresa Fernández de la Vega (do października 2010), Alfredo Pérez Rubalcaba (od października 2010 do lipca 2011), José Blanco López (od lipca 2011)
- Minister gospodarki i finansów: Pedro Solbes (do kwietnia 2009), Elena Salgado (od kwietnia 2009)
- Minister spraw zagranicznych: Miguel Ángel Moratinos (do października 2010), Trinidad Jiménez (od października 2010)
- Minister sprawiedliwości: Mariano Fernández Bermejo (do lutego 2009), Francisco Caamaño Domínguez (od lutego 2009)
- Minister obrony: Carme Chacón
- Minister spraw wewnętrznych: Alfredo Pérez Rubalcaba (do lipca 2011), Antonio Camacho Vizcaíno (od lipca 2011)
- Minister rozwoju: Magdalena Álvarez (do kwietnia 2009), José Blanco López (od kwietnia 2009)
- Minister edukacji: Mercedes Cabrera (do kwietnia 2009[2]), Ángel Gabilondo (od kwietnia 2009)
- Minister pracy i imigracji: Celestino Corbacho (do października 2010), Valeriano Gómez (od października 2010)
- Minister przemysłu, turystyki i handlu: Miguel Sebastián
- Minister środowiska, obszarów wiejskich i gospodarki morskiej: Elena Espinosa (do października 2010), Rosa Aguilar (od października 2010)
- Minister polityki terytorialnej i administracji publicznej: Elena Salgado (do kwietnia 2009[3]), Manuel Chaves González (od kwietnia 2009[4])
- Minister kultury: César Antonio Molina (do kwietnia 2009), Ángeles González-Sinde (od kwietnia 2009)
- Minister zdrowia: Bernat Soria (do kwietnia 2009[5]), Trinidad Jiménez (od kwietnia 2009 do października 2010[6]), Leire Pajín (od października 2010[7])
- Minister mieszkalnictwa: Beatriz Corredor (do października 2010)
- Minister nauki i innowacji: Cristina Garmendia
- Minister równouprawnienia: Bibiana Aído (do października 2010)